# 解思深
解思深（1942年2月18日—2022年11月2日），生于青岛，中国物理学家，中国科学院物理研究所研究员。1959年进入北京大学物理系就读，1965年毕业于北京大学物理系金属物理专门化。1983年获中国科学院物理研究所博士学位。2003年当选为中国科学院院士。2004年当选为第三世界科学院院士。曾任国家纳米科学中心首席科学家，“973”国家重点基础研究发展规划“纳米材料与纳米结构”项目首席科学家。